# Grisin
Grisini (italijansko grissini) so kot svinčnik debele palice iz krhkega, suhega kruha, ki izvirajo iz Torina in okolice v severni Italiji. Nastale naj bi v 14. stoletju, po lokalnem izročilu pa naj bi jih iznašel pek v kraju Lanzo Torinese leta 1679.
Grisin se lahko ponudi na mizi v restavracijah kot predjed. V nekaterih primerih ali regijah so lahko večji od svinčnika. Lahko se jé tudi v kombinaciji s pršutom za predjed. V številnih restavracijah grisine pogosto postrežejo s česnovo omako in parmezanom za predjed, kot sladica pa so pogosto glazirani s cimetom in sladkorjem.
Grisini so razširjeni v Ameriki, Evropi (predvsem Španiji, Italiji in Grčiji) ter delih Azije.
Že pečene lahko suhe grisine včasih prodajajo na trgih, kot neke vrste prigrizek ali predjed doma, na podoben način kot krekerje.